# Loven om tilbagevending
Loven om tilbagevending (hebraisk: חוק השבות, ḥok ha-shvūt; engelsk: Law of Return) er en israelsk lov, oprindelig fra 1950, da minderne efter 2. verdenskrig og holocaust fortsat var friske, som giver dem med en jødisk mor eller bedstemor, eller en ægtefælle af en jøde, eller en som omvender sig til jødedommen (ortodoks, reform eller konservativ – ikke sekulær – selv om reform og konservative omvendelser må finde sted uden for staten, i lighed med civile bryllupper) retten til at migrere til og bosætte sig i Israel og få statsborgerskab.